# Redondelo
Redondelo is een plaats (freguesia) in de Portugese gemeente Chaves en telt 600 inwoners (2001).